# Vodní elektrárna Kepez
Vodní elektrárna Kepez je vodní dílo s unikátním sběrem krasových vod v jihozápadním Turecku. V elektrárně pracují první vodní turbíny, vyrobené v Turecku.

## Základní schéma vodního díla
Nad lidnatým městem Antalya v jihozápadním Turecku se nachází rozlehlá náhorní plošina s převýšením přes dvě stě metrů. Jediným tokem je zde krasová řeka Düden, která většinu své cesty vykonává pod zemí. Pod zemí také dochází ke změně nadmořské výšky mezi náhorní plošinou a městem. V ploché krajině nelze vytvořit přehradní nádrž s větší kapacitou, značné akumulační schopnosti však má samotný krasový systém, který umožňuje uvažovat o stabilním průtokovém režimu. Svah mezi posledním závrtem řeky a jejím vývěrem je hustě zastavěný. Řešením tedy bylo odvedení řeky nad neobydlený svah nad okrajem města a následné využití spádu přes 150 metrů ve vodním díle. Voda po opuštění elektrárny pak nabízela možnost návratu do původního koryta umělým kanálem s odbočkami pro zavlažování a použití užitkové vody.

## Historie
V roce 1955 začaly první práce na vodním díle a v roce 1961 byla uvedena do provozu vysokotlaká elektrárna Kepez 1 s instalovaným výkonem 26,6 MW, která využila většinu terénního převýšení. Použitelný rozdíl výšek však poskytoval i samotný přívodní systém. Nárůst regulačních schopností nových typů Kaplanovy turbíny pak byl popudem k využití tohoto spádu. V roce 1984 začaly práce na nízkotlaké elektrárně Kepez 2, která byla předřazena elektrárně vysokotlaké. Elektrárna Kepez 2 o instalovaném výkonu 6 MW byla uvedena do provozu v roce 1986.

## Sběrný systém
Hlavní vývěr krasového systému řeky Düden se nachází u sídla Bıyıklı, kde vytváří soustavu mělkých jezer, navazujících na závrt, kterým řeka dále proudí do podzemí. Po vybudování sběrného systému vodního díla voda tuto oblast opouští po zemském povrchu umělým korytem. Kanál o délce 18,5 km prochází čtvrtí Velké Antalye zvanou Kepez, a to až k její hranici s historickou čtvrtí Muratpaşa. Nejdříve vykonává práci na mělkém spádu elektrárny Kepez 2, poté se dostává do sběrných nádrží, které na samé hraně náhorní plošiny tvoří horní pracovní hladinu elektrárny Kepez 1.

## Řešení přelivu
Na výtok z nízkotlaké elektrárny navazuje po většinu provozu potrubí elektrárny vysokotlaké. Nízkotlaká elektrárna však byla vybudována pro možnost zpracování průtoků, které vysokotlaká elektrárna nedokáže zpracovat. Rozdíl v hltnosti obou elektráren, který může přesáhnout 30 m3/s je odváděn podzemním tunelem na svah údolí řeky Karman v západní části Velké Antalye. Při povodňových extrémech je pak přebytek vracen navýšením hladiny přívodního kanálu do oblasti jezer u Bıyıklı, kde způsobuje rozliv v ploché krajině stejně, jako tomu bylo před provozem vodního díla.

## KEPEZ 1
Voda do vysokotlaké elektrárny je přiváděna jednotným 654 m dlouhým potrubím o průměru 2,5 m do železobetonové vyrovnávací věže o výšce 47,5 m a odtud potrubím o délce 758 m do strojovny elektrárny, kde se rozvětvuje ke třem jednotkám. Ty tvoří vertikální Francisovy turbíny, které při spádu 162 m poskytují výkon 8,8 MW. Průměrná roční výroba při celkovém instalovaném výkonu 26,4 MW je 109 GWh (1987–2023). K roku 2024 byla podle instalovaného výkonu na 488. místě v Turecku a na 8. místě v provincii Antalya. V roce 2018 byly stávající Francisovy turbíny vyměněny za nové, které jsou prvními vodními turbínami, vyrobenými v Turecku.

## KEPEZ 2
Celkového výkonu elektrárny 6 MW dosahují při spádu 13 metrů dvě jednotky s Kaplanovými S-turbínami.  Průměrná roční výroba k roku 2024 je 16 GWh. K roku 2024 byla podle instalovaného výkonu na 1160. místě v Turecku a na 19. místě v provincii Antalya. 